# هيلين سلايتون هيوز
هيلين سلايتون هيوز (بالإنجليزية: Helen Slayton-Hughes)‏ هي ممثلة أمريكية، ولدت في 30 أكتوبر 1930 في الولايات المتحدة. بدأت مشوارها المهني سنة 1980.

## أعمال

### أفلام
- الفسحة

### مسلسلات
- الفسحة

## وصلات خارجية
- هيلين سلايتون هيوز على موقع IMDb (الإنجليزية)
- هيلين سلايتون هيوز على موقع قاعدة بيانات الفيلم (الإنجليزية)